# Marcilly-sur-Eure
Marcilly-sur-Eure é uma comuna francesa na região administrativa da Normandia, no departamento de Eure. Estende-se por uma área de 15,55 km². Em 2010 a comuna tinha 1 626 habitantes (densidade: 104,6 hab./km²).